# Voorhout

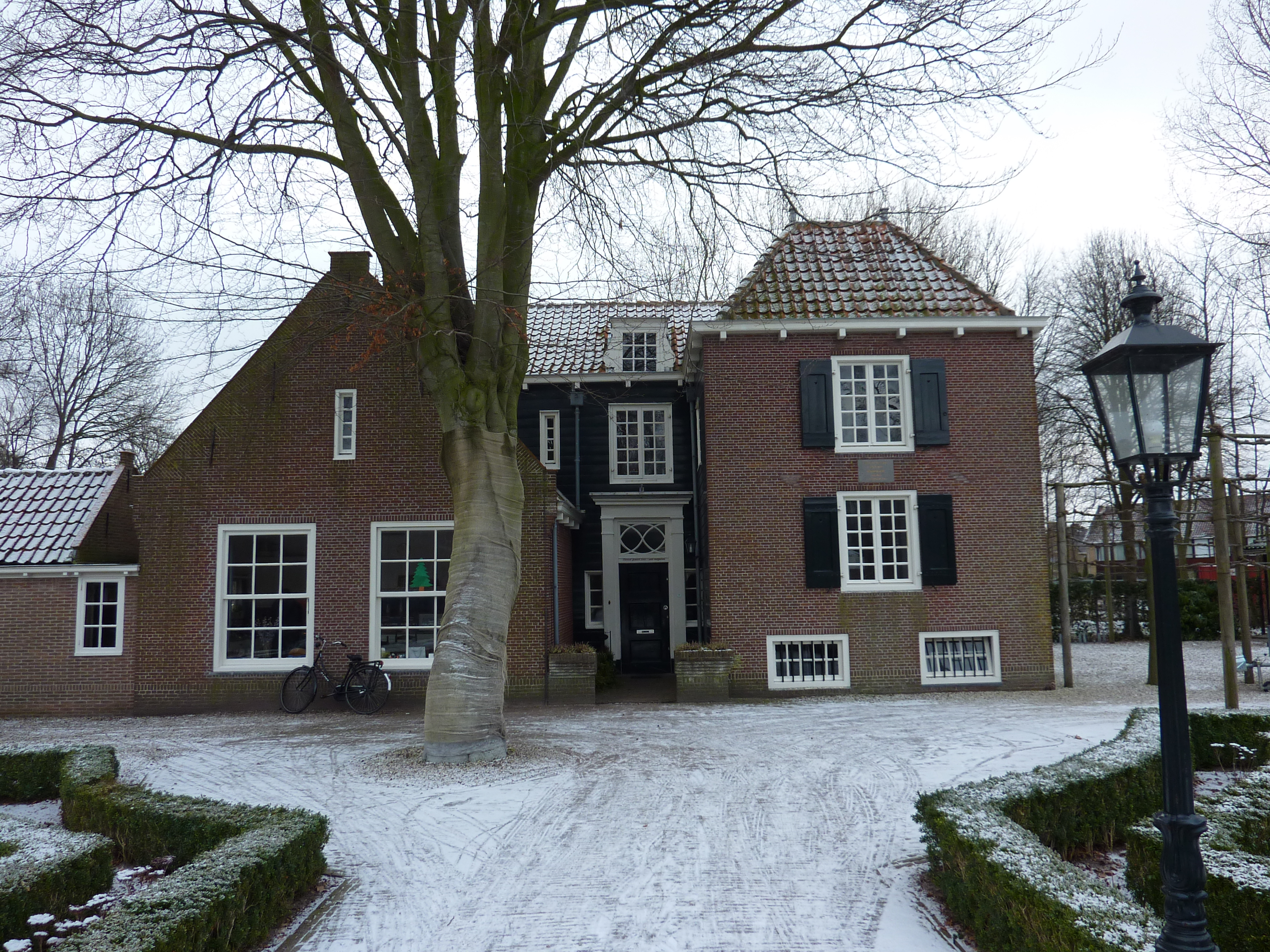

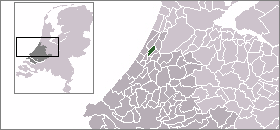
Voorhouts läge

Voorhout är en ort och före detta kommun (gemeente) i provinsen Zuid-Holland i Nederländerna. Kommunens totala area var 12,59 km² (där 0,33 km² är vatten) och invånarantalet var på 14 972 invånare (2005). Den 1 januari 2006 slogs kommunerna Voorhout, Sassenheim och Warmond samman till Teylingen.

## Födda i Voorhout
- Herman Boerhaave
- Edwin van der Sar